# Jean René de Longueil
Pour les articles homonymes, voir Longueil (homonymie).
Jean René de Longueil, marquis de Maisons, président à mortier au parlement de Paris, membre de l'Académie royale des sciences, né à Paris le 15 juillet 1699, et mort le 13 septembre 1731 .

## Biographie
Jean René de Longueil est le fils de Claude de Longueil, marquis de Maisons, président à mortier au parlement de Paris, et de Marie Charlotte Rocque de Varengeville, l'arrière-petit-fils de René de Longueil et le petit-neveu de Gaspard III de Fieubet.
Formé dans la maison de son père à cause d'une constitution faible, il reçoit une éducation soignée lui permettant de lire sans difficultés les poètes latins et les français. Il a commencé à suivre un cours de physique à l'âge de 14 ans en faisant lui-même les expériences. À 15 ans, il s'est mis dans l'étude de la jurisprudence pour contenter sa famille.
Quand son père meurt le 22 août 1715, le roi Louis XIV lui a accordé la charge de président au parlement de Paris « dans l'espérance qu'il le servirait avec la même fidélité qu'avaient fait ses ancêtres » lui dit-il.
Pendant la Régence, il a eu, par une grâce singulière, voix et séance à la place de président à l'âge de 18 ans. Il s'est appliqué dans l'administration de la justice par une droiture inflexible.
Sa charge de président à mortier ne l'a pas éloigné de son intérêt pour la physique. Il a fait construire près de son château de Maisons un jardin de plantes rares et un laboratoire de chimie. Il est le seul qui avait pu cultiver du café en France aussi bon que celui de Moka. Il a produit dans son laboratoire du bleu de Prusse. Il a aussi fait installer dans son laboratoire des appareils pour refaire les expériences de Newton sur l'optique. Il possédait aussi un cabinet de médailles.
Il a été reçu académicien honoraire à l'Académie royale des sciences, le 22 août 1726. Le roi l'a nommé président de l'Académie pour l'année 1730.
Atteint de petite vérole, il est mort le 13 septembre 1731.

## Famille
- René de Longueil, marié avec Jeanne Madeleine de Boullenc (morte en 1636),
  - Jean IX de Longueil (1628-1705), marié avec Louise de Fieubet (1644-1698), sœur de Gaspard III de Fieubet, 
    - Jean René de Longueil (mort en 1689),
    - Claude de Longueil (1688-1715) marié en premières noces, en 1693 avec Marie Madeleine de Lamoignon (1675-1694), puis en secondes noces, en 1698, avec Marie Charlotte Rocque de Varangeville (morte en 1727),
      - Jean René de Longueil (1699-1731) en premières noces, en 1720, avec Charlotte Charon de Ménars (1707-1721, fille de Jean-Jacques Charron), et en secondes noces, en 1728, avec Marie Louise Bauyn d'Angervilliers (morte en 1761),
        - René Nicolas Prosper de Longueil (1731-1732)